# Henryk Olszewski (aktor)
Henryk Olszewski (ur. 22 maja 1922, zm. 20 kwietnia 2020) – polski aktor i reżyser teatralny.

## Życiorys
Karierę aktorską rozpoczynał na deskach Teatru Miejskiego w Lublinie (1945–1947). Następnie związany był ze scenami bydgoskimi: Teatrem Miejskim (1947–1949) oraz Teatrami Ziemi Pomorskiej (1949–1955). Następnie występował w teatrach wielkopolskich: Teatrach Dramatycznych w Poznaniu (1954–1962), Teatrze im. Aleksandra Fredry w Gnieźnie (1970–1973) oraz Teatrze Polskim w Poznaniu (1981–1986). Oprócz gry scenicznej zajmował się również zarządzaniem i reżyserią. W latach 1962–1965 pełnił funkcję kierownika artystycznego poznańskiego Teatru Objazdowego PPIE, na scenie którego debiutował także jako reżyser (1962). Następnie był dyrektorem i kierownikiem artystycznym teatru w Gnieźnie (1970–1973), a w latach 1973–1980 był dyrektorem naczelnym i artystycznym Operetki Poznańskiej, przekształconej pod jego kierownictwem w Teatr Muzyczny. W okresie 1986–1990 ponownie pracował w Gnieźnie jako p.o. kierownika artystycznego oraz konsultant programowy tamtejszego teatru.
Oprócz ról i reżyserii teatralnych Henryk Olszewski wystąpił w czterech spektaklach Teatru Telewizji (1958–1974) oraz siedemnastu audycjach Teatru Polskiego Radia (1955–1988). W 1977 roku zagrał jedyną w karierze rolę filmową, wcielając się w postać Stanisława Kętrzyńskiego w filmie Śmierć prezydenta (reż. Jerzy Kawalerowicz).